# Национални паркови Зимбабвеа
Заштита дивљих животиња је извршена у Зимбебвеу кроз систем Националних паркова, Сафари подручја и Рекреационих паркова. Национални паркови имају највиши статус заштите и успостављени су да заштите подручја изузетне лепоте, домаће биљке и дивље животиње као и комплетне екосистеме. Та подручја могу да се користе само на неексплоатационе начине као што су туризам и образовање.

Основне особине 11 националних паркова
| Национални парк      | Површина (ha) | Основне карактеристике                                                     |
| Викторијини Водопади | 2 340         | Јединствени геолошке и визуелне особине, кишна прашума                     |
| Гонарезу             | 505 300       | Дивљи пејзажи, важне популације дивљих животиња укључујући носорога и њалу |
| Замбези              | 56 010        | Речна околина, дивље животиње                                              |
| Казума пан           | 31 300        | Степа, важне популације дивљих животиња                                    |
| Мана Пулс            | 219 600       | Дивљи пејзажи, велика концентрација великих сисара                         |
| Матопо               | 42 400        | Јединствене формације стена, пећинске слике, дивље животиње                |
| Матусадона           | 140 700       | Дивљи пејзажи, језерска околина, дивље животиње                            |
| Њанга                | 33 000        | Дивљи пејзажи, планинска околина, ливаде, дивље животиње                   |
| Хванге               | 1 465 100     | Спектакулана крда дивљих животиња, укључујући велике сисаре                |
| Чизарира             | 191 000       | Дивљи пејзажи, важне популације дивљих животиња укључујући носорога        |
| Чиманимани           | 17 110        | Дивљи пејзажи, планинска вегетација, шетња и пењање                        |

## Историја
Почетком века број дивљачи на подручју данашњег Зимбабвеа (онда Родезија) је драстично смањен због великог комерцијалног излова.
Први Резерват за дивљач је био Ванки (данас Хванге) који је формиран 1928. године, а статус националног парка је добио 1949. године са доношењем Закона о националним парковима (National Parks Act). Одељење за дивљач у ондашњој Родезији је формирано при Департмету за Руднике, Земљиште и Премер. То је било језгро из кога је израстао Департмент за националне паркове и бригу о дивљачи (енгл. Department of National Parks and Wildlife Management). Департмент је касније прерастао у Управу за паркове и дивљач (енгл. Parks and Wildlife Management Authority)